# Albatroz-de-sobrancelha

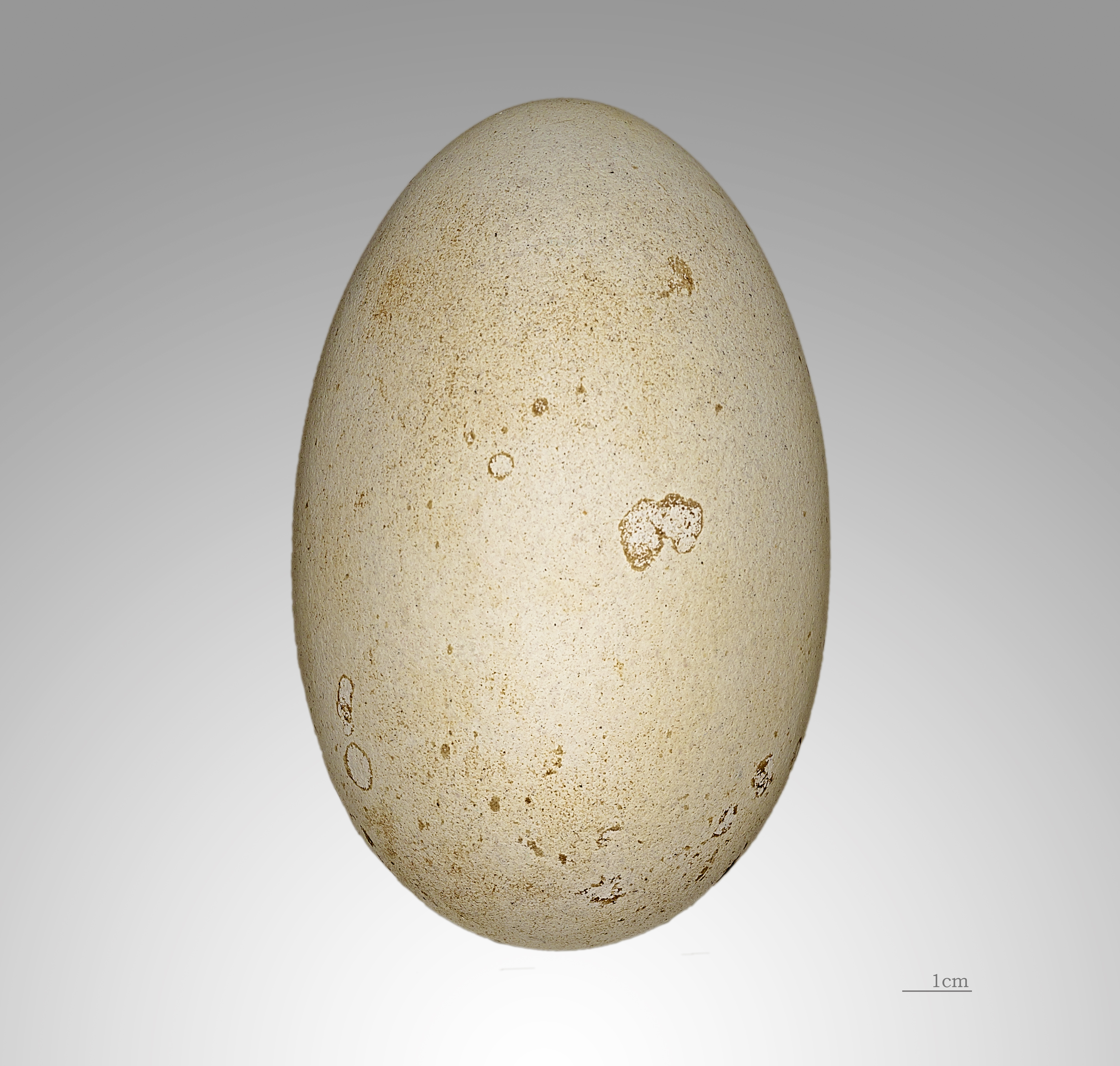
Thalassarche melanophris - MHNT

O albatroz-de-sobrancelha (Thalassarche melanophris) é uma ave da família Diomedeidae (albatrozes) que habita as águas costeiras do sul do Brasil, as ilhas Malvinas e Geórgia do Sul. Pode eventualmente migrar para São Paulo, Rio de Janeiro e até mais ao norte (Bahia, Sergipe e Alagoas), assim como para o sul do continente africano.
Estas aves distinguem-se dos restantes albatrozes pelas asas negras contrastantes com a plumagem branca, e pelo bico laranja com a ponta avermelhada. Na zona da face apresentam também uma faixa ocular escura, que dá origem ao seu nome. Os juvenis deixam o ninho com uma faixa peitoral marrom e o bico negro, adquirindo apenas mais tarde a plumagem de adulto. Os albatrozes-de-sobrancelha têm uma envergadura máxima de aproximadamente 2,5 m e pesam entre 3,35 e 4,66 kg (machos) e 2,9 e 3,8 kg (fêmeas). A sua alimentação pode ser baseada em cefalópodes (população das Falkland) ou em krill (população da Geórgia do Sul, mais próxima da Antártida). Este albatroz tem uma razoável capacidade de mergulho e pode capturar presas a até 5 m de profundidade.
A época de reprodução começa com a chegada das aves às colônias das Ilhas Malvinas no final de agosto ou início de setembro, realizando as posturas em outubro. Na Geórgia do Norte o início ocorre somente três semanas depois. A incubação do ovo leva cerca de 68 dias, e os juvenis deixam o ninho após 116-125 dias sob o cuidado dos pais. Os albatrozes-de-sobrancelha atingem a maturidade sexual entre os 6 e os 13 anos. Nos meses fora da época de reprodução, os albatrozes-de-sobrancelha deslocam-se na maioria para o sul da África, sendo encontrados na região da Corrente de Benguela e Cabo da Boa Esperança.
Apesar de ser o mais vulgar e disseminado dos albatrozes, a espécie foi inicialmente considerada Quase Ameaçada (NT) pela IUCN, mas o declínio nas Ilhas Falkland e os observados em outras populações justificaram a mudança de seu status para "em perigo" a partir de 2003. Em 2017, a classificação foi alterada para Preocupação Menor (LC), tendo em vista a área de abrangência extremamente grande, a grande população e a tendência de crescimento desta população.

## Taxonomia
Mollymawks são albatrozes na família Diomedeidae e ordem Procellariiformes, que também inclui cagarras, fulmars, petréis de tempestade e petréis de mergulho. Esses pássaros compartilham certas características de identificação. Eles têm passagens nasais que se ligam ao bico superior chamadas naricórnios, embora as narinas do albatroz fiquem nas laterais do bico. Os bicos dos Procellariiformes também são únicos por serem divididos em sete a nove placas córneas. Eles produzem um óleo estomacal composto de ésteres de cera e triglicerídeos que é armazenado no proventrículo. O óleo é usado contra predadores, além de ser uma fonte de alimento rica em energia para filhotes e também para adultos durante seus voos longos. O albatroz também tem uma glândula de sal acima da passagem nasal que ajuda a remover o sal da água do oceano que eles absorvem. A glândula excreta uma solução altamente salina pelo nariz do pássaro.

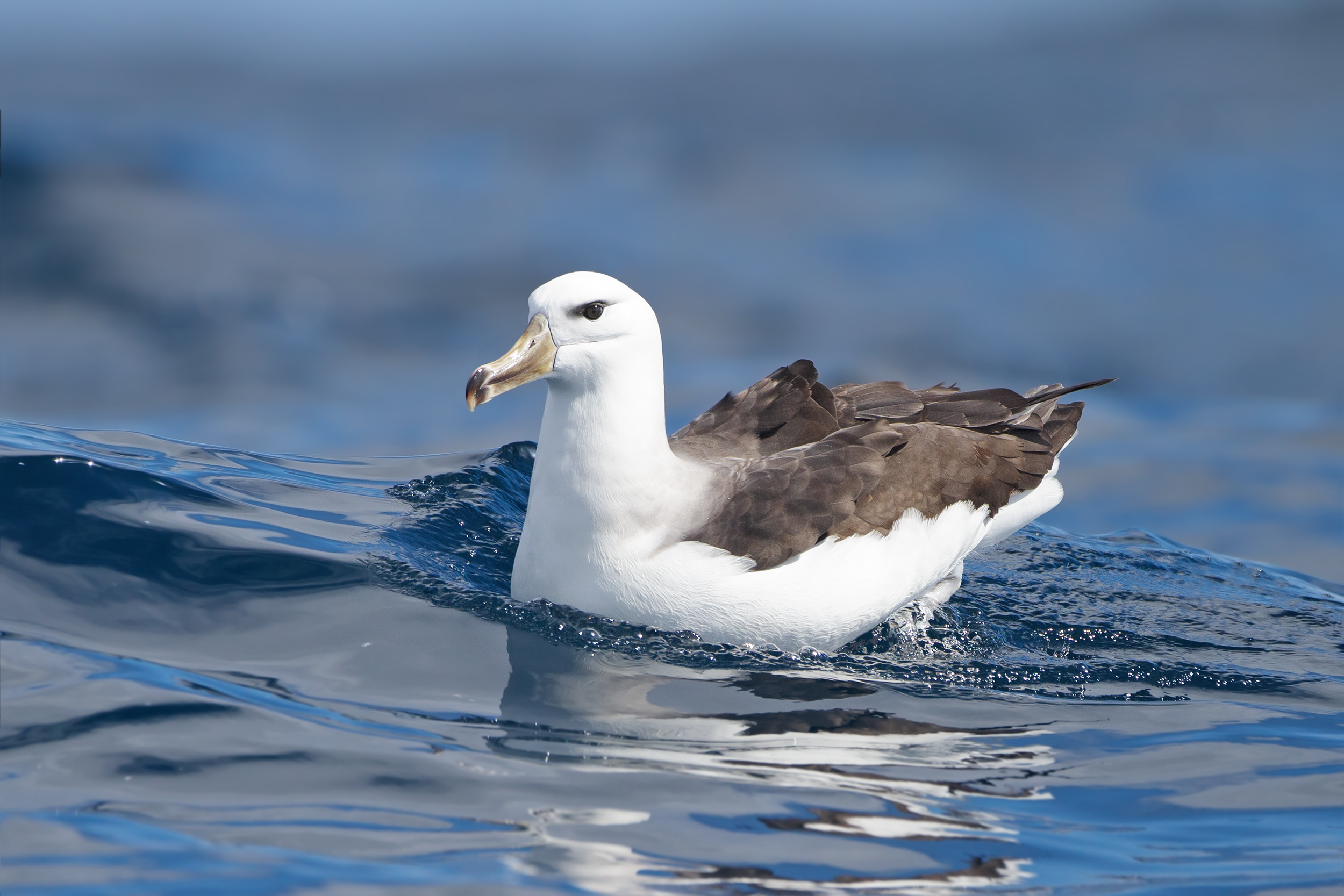
Plumagem subadulta

Em 1998, Robertson e Nunn publicaram sua visão de que o albatroz-de-campbell (Thalassarche impavida) deveria ser separado desta espécie (T. melanophris). Ao longo dos anos seguintes, outros concordaram, incluindo a BirdLife International em 2000, e Brooke em 2004. James Clements não adotou a divisão, o ACAP ainda não adotou a divisão e a SACC reconhece a necessidade de uma proposta.
O albatroz-de-sobrancelha foi descrito pela primeira vez como Diomedea melanophris por Coenraad Jacob Temminck, em 1828, com base em um espécime do Cabo da Boa Esperança.

## Etimologia
A origem do nome melanophris vem de duas palavras gregas melas ou melanos, que significa "preto", e ophris, que significa "sobrancelha", referindo-se a franjas escuras ao redor dos olhos.

## Descrição

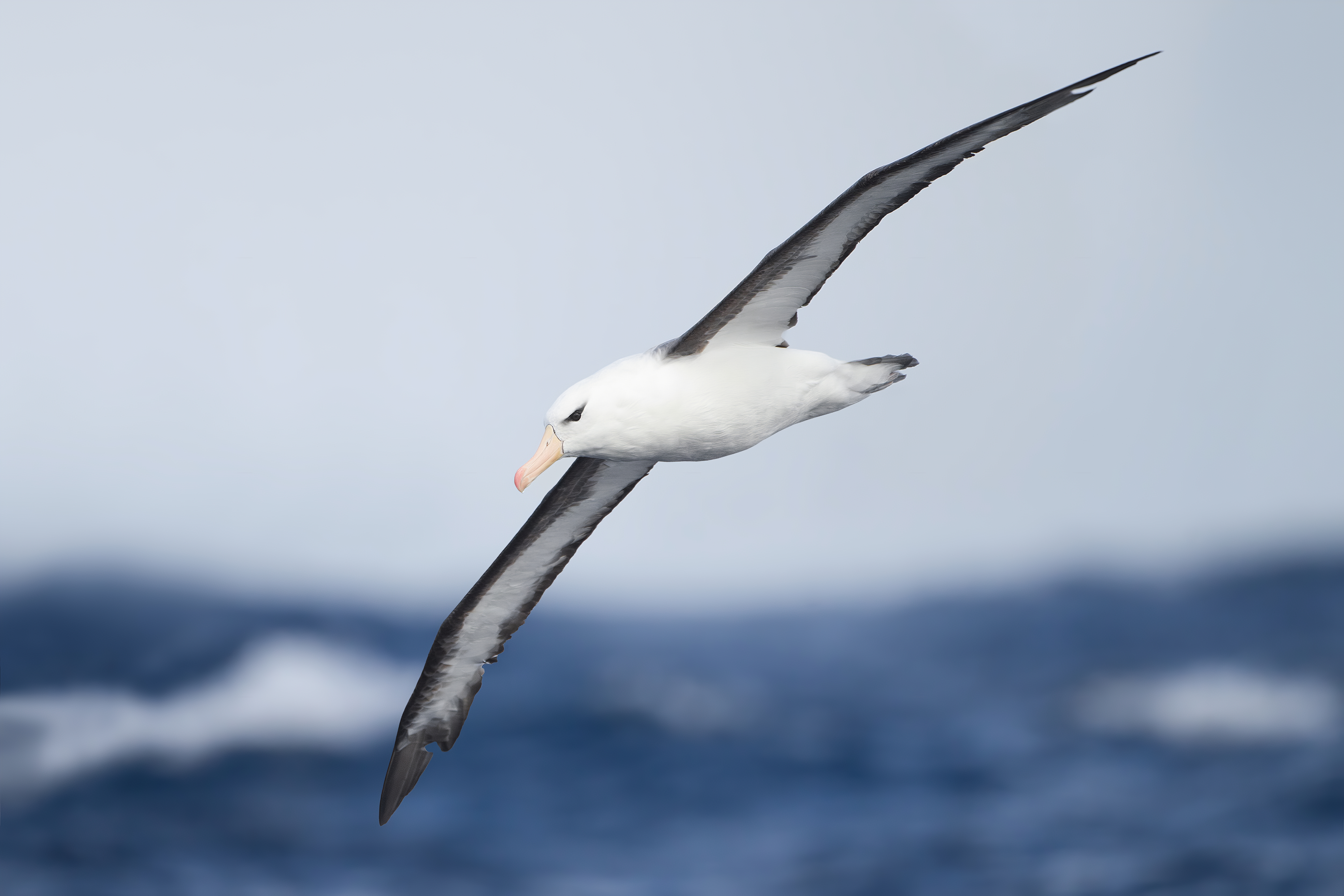
Leste da Tasmânia, Oceano Antártico

O albatroz de sobrancelha negra é um albatroz de tamanho médio, com 80 a 95 centímetros de comprimento, 2 metros a 2,4 metros de envergadura e peso médio de 2.9 a 4.7 quilos. Ele pode viver mais de 70 anos na natureza. Tem uma sela cinza escuro e asas superiores que contrastam com a garupa branca e parte inferior das costas. A parte inferior das asas é predominantemente branca com margens pretas largas e irregulares. Tem uma sobrancelha escura e um bico amarelo-laranja com uma ponta laranja-avermelhada mais escura. Os juvenis têm bico escuro da cor de chifre com pontas escuras e cabeça e colar cinza. Eles também têm asas escuras. As características que o distinguem de outros mollymawks (exceto o albatroz-de-campbell intimamente relacionado) são as listras escuras que lhe dão o nome, uma larga borda preta na parte inferior branca de suas asas, cabeça branca e bico laranja, ponta laranja mais escura. O albatroz-de-campbell é muito semelhante, mas com um olho pálido. Aves imaturas são semelhantes aos albatrozes-de-cabeça-cinza, mas estes têm bicos totalmente escuros e marcas escuras mais completas na cabeça.

## Distribuição e habitat
| Localização            | População     | Data | Tendência           |
| ---------------------- | ------------- | ---- | ------------------- |
| Ilhas Malvinas         | 399.416 pares | 2007 | Diminuindo 0,7% ano |
| Ilha da Geórgia do Sul | 74.296 pares  | 2006 | Diminuindo          |
| Chile                  | 122.000 pares | 2007 |                     |
| Ilha Antipodes         | ?             | 1998 |                     |
| Ilha Campbell          | ?             | 1998 |                     |
| Ilha Heard             | 600 pares     | 1998 | Aumentando          |
| Ilha McDonald          | ?             | 1998 |                     |
| Ilhas Crozet           | ?             | 1998 |                     |
| Ilhas Kerguelen        | ?             | 1998 | Diminuindo          |
| Ilha Macquarie         | ?             | 1998 |                     |
| Ilhas Snares           | ?             | 1998 |                     |
| Groenlândia            | ?             | 1978 | Aumentando          |
| Total                  | 600.000 pares | 2005 | Diminuindo          |

O albatroz-de-sobrancelha é circumpolar nos oceanos do sul e se reproduz em 12 ilhas ao longo dessa extensão. No Oceano Atlântico, reproduz-se nas Ilhas Malvinas, nas Ilhas Geórgia do Sul e Sandwich do Sul e nas Ilhas do Cabo Horn. No Oceano Pacífico, procria nas ilhas Ildefonso, Diego de Almagro, Islas Evangelistas, Ilha Campbell, Ilhas Antípodas, Ilhas Snares e Ilha Macquarie . No Oceano Índico, reproduz-se nas Ilhas Crozet, Ilhas Kerguelen, Ilha Heard e Ilha McDonald.

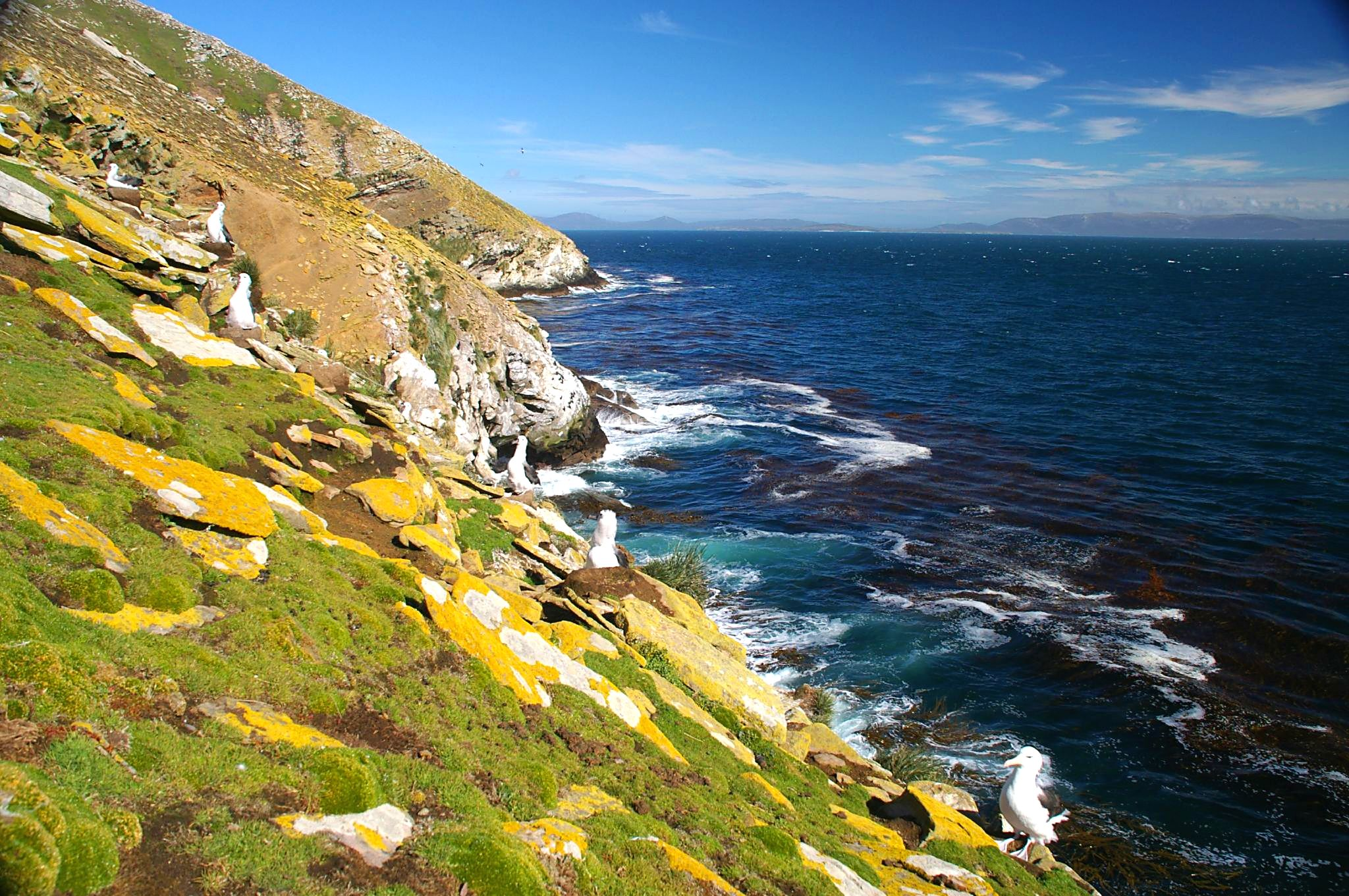
Colônia na Ilha Saunders, Ilhas Malvinas

Existem cerca de 1 220 000 pássaros vivos com 600 000 casais reprodutores, conforme estimado por uma contagem de 2005. Destas aves, 402 571 procriam nas Malvinas, 72 102 procriam na Ilha Geórgia do Sul, 120 171 procriam nas ilhas chilenas de Islas Ildefonso, Diego de Almagro, Islas Evangelistas e Islas Diego Ramírez. 600 casais se reproduzem na Ilha Heard. Finalmente, os demais 5 409 casais se reproduzem nas ilhas restantes. Esta espécie particular de albatroz prefere forragear nas plataformas continentais. Os pássaros das Ilhas Malvinas passam o inverno perto da plataforma da Patagônia, as aves da Geórgia do Sul se alimentam em águas sul-africanas, usando a Corrente de Benguela, e as aves chilenas se alimentam na plataforma da Patagônia, na plataforma do Chile e chegam até a Nova Zelândia. É o albatroz mais provável de ser encontrado no Atlântico Norte devido a uma tendência migratória para o norte. Houve 20 possíveis avistamentos nos Estados Unidos. Em 13 de maio de 2017, um indivíduo foi visto na costa de Bempton Cliffs, Inglaterra.

## Comportamento

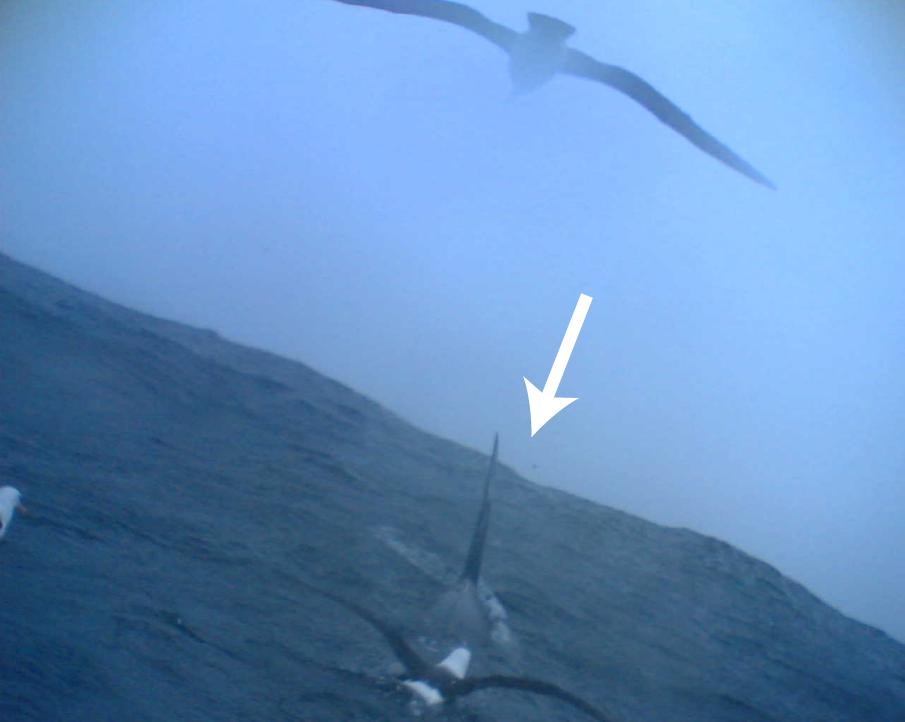
Albatroz associando-se a uma orca. Foto tirada por uma câmera transportada por albatroz.

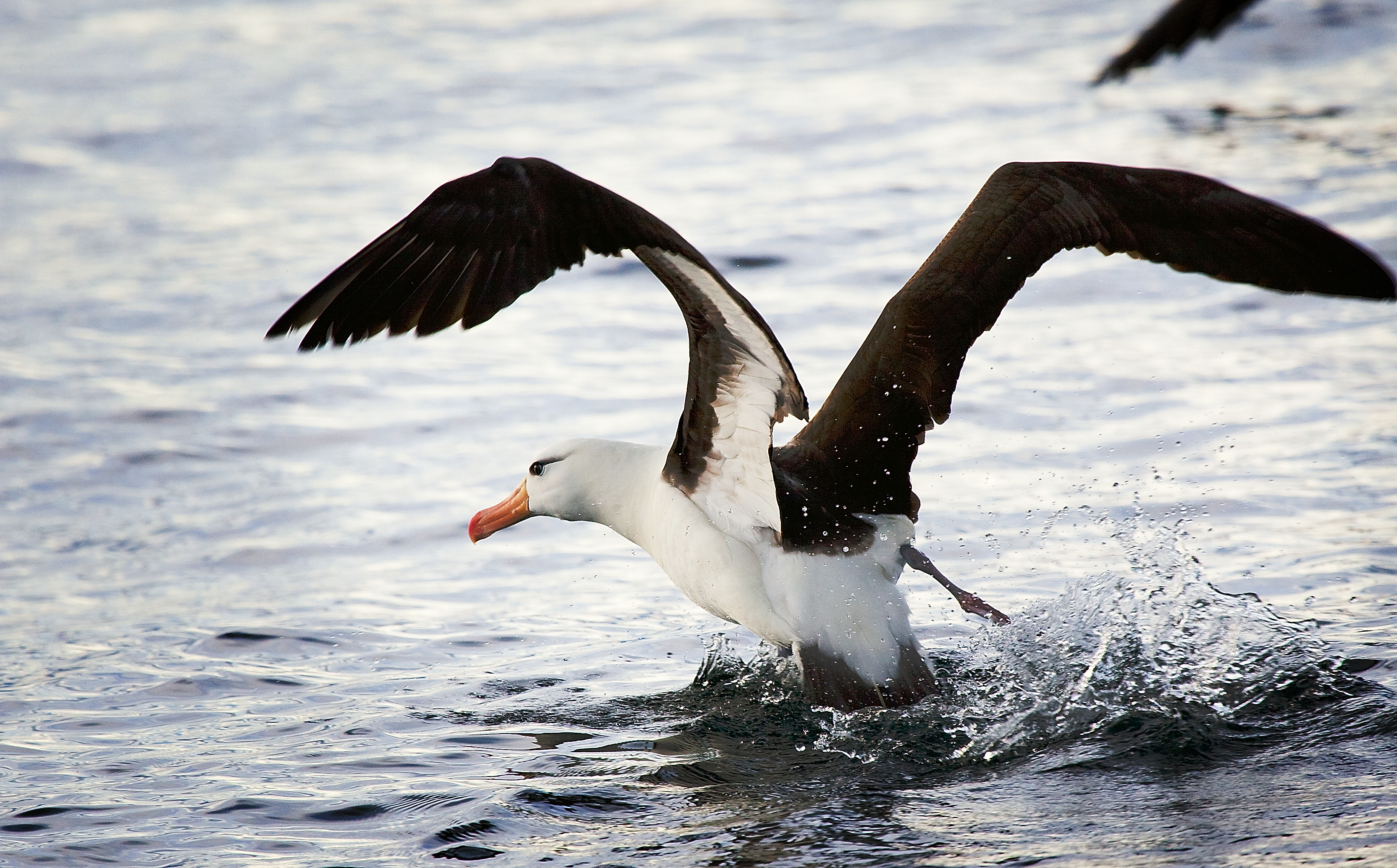
Decolando

As colônias são muito barulhentas quando zurram para marcar seu território e também gargalham asperamente. Eles usam sua cauda em leque em exibições de cortejo.

### Alimentação
O albatroz-de-sobrancelha se alimenta de peixes, lulas, crustáceos, carniça e descartes de pesca. Esta espécie já foi observada roubando comida de outras espécies.

### Reprodução
Esta espécie normalmente nidifica em encostas íngremes cobertas por touceira e às vezes em penhascos. Nas Malvinas, nidifica em pastagens planas na costa. Eles são reprodutores anuais, que põem um único ovo, em geral entre 20 de setembro e 1º de novembro, embora os indivíduos das ilhas Crozet e Kerguelen ponham cerca de três semanas antes. A incubação é feita por ambos os sexos e dura de 68 a 71 dias. Após a eclosão, os pintinhos levam de 120 a 130 dias para emplumar. Os juvenis retornam à colônia após dois a três anos, mas apenas para praticar rituais de namoro, pois começam a procriar por volta do 10º ano.

## Conservação
Até 2013, a IUCN classificou esta espécie como ameaçada de extinção devido a uma redução drástica da população. A Ilha Bird, perto da Ilha da Geórgia do Sul, teve uma perda de 4% ao ano de pares de nidificação, e a população da Ilha Kerguelen teve uma redução de 17% de 1979 a 1995. A população de Diego Ramírez diminuiu na década de 1980, mas se recuperou recentemente, e as Malvinas tiveram um aumento repentino na década de 1980, provavelmente devido aos resíduos abundantes de peixes dos arrastões; no entanto, censos recentes mostraram redução drástica na maioria dos locais de nidificação ali. Houve um declínio de 67% na população ao longo de 64 anos.

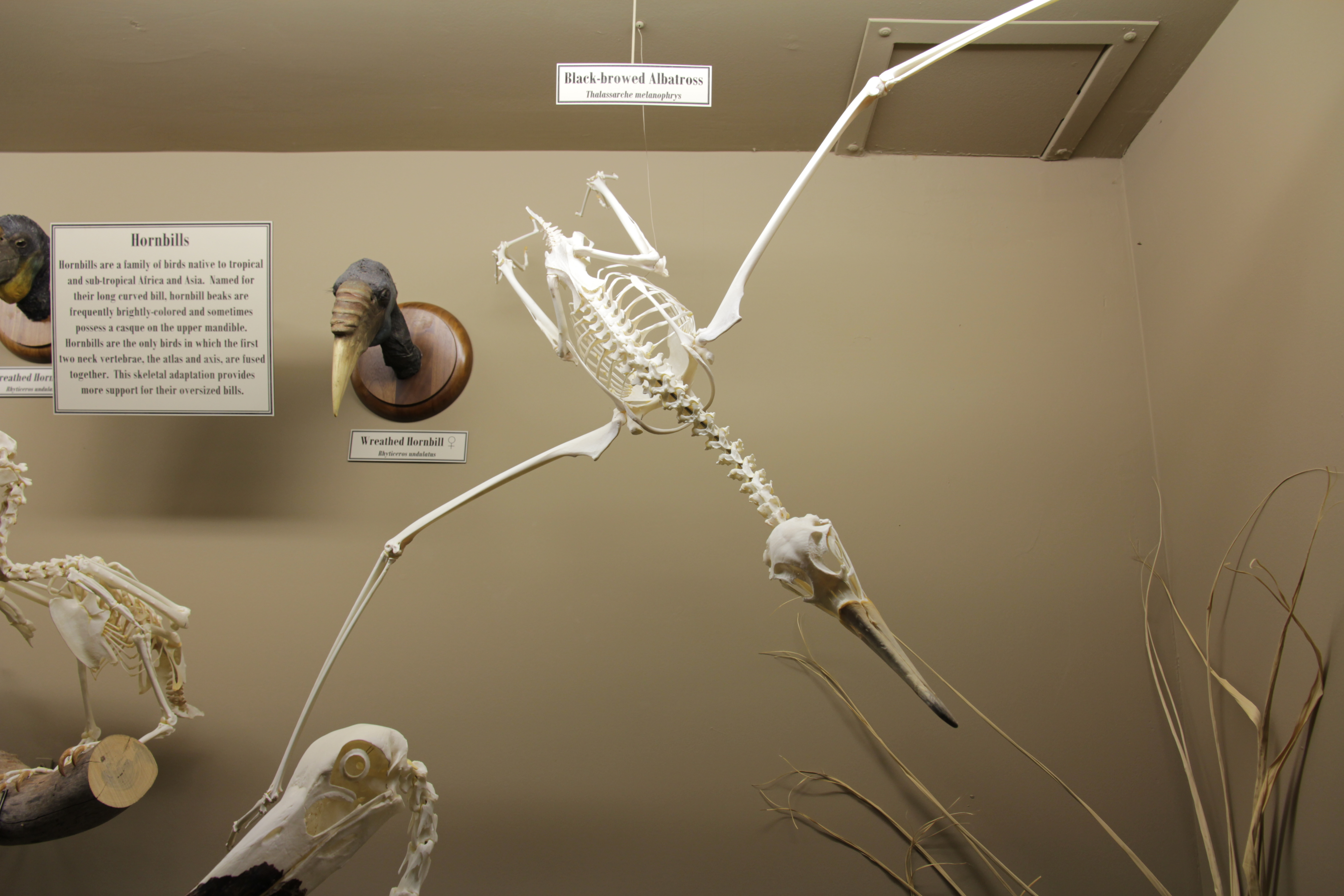
Esqueleto de um albatroz de sobrancelha negra (Museu de Osteologia)

O aumento da pesca com palangre nos oceanos do sul, especialmente ao redor da plataforma da Patagônia e ao redor da Geórgia do Sul, foi atribuída como uma das principais causas do declínio desta ave. O albatroz-de-sobrancelha foi considerada a ave mais comumente morta pela pesca. A pesca de arrasto, especialmente ao redor da plataforma e perto da África do Sul, também é uma grande causa de mortes.
Os esforços de conservação começam com a inclusão da espécie no Anexo II da Convenção sobre Espécies Migratórias e no Anexo 1 do Acordo sobre a Conservação de Albatrozes e Petréis. Ela está sendo monitorada em metade das ilhas onde é encontrada e a maioria dos locais de nidificação são reservas. A Ilha Heard, a Ilha McDonald, a Ilha Macquarie e as ilhas da Nova Zelândia são Patrimônios Mundiais. Um censo inicial do Chile também foi concluído.

## Avistamentos

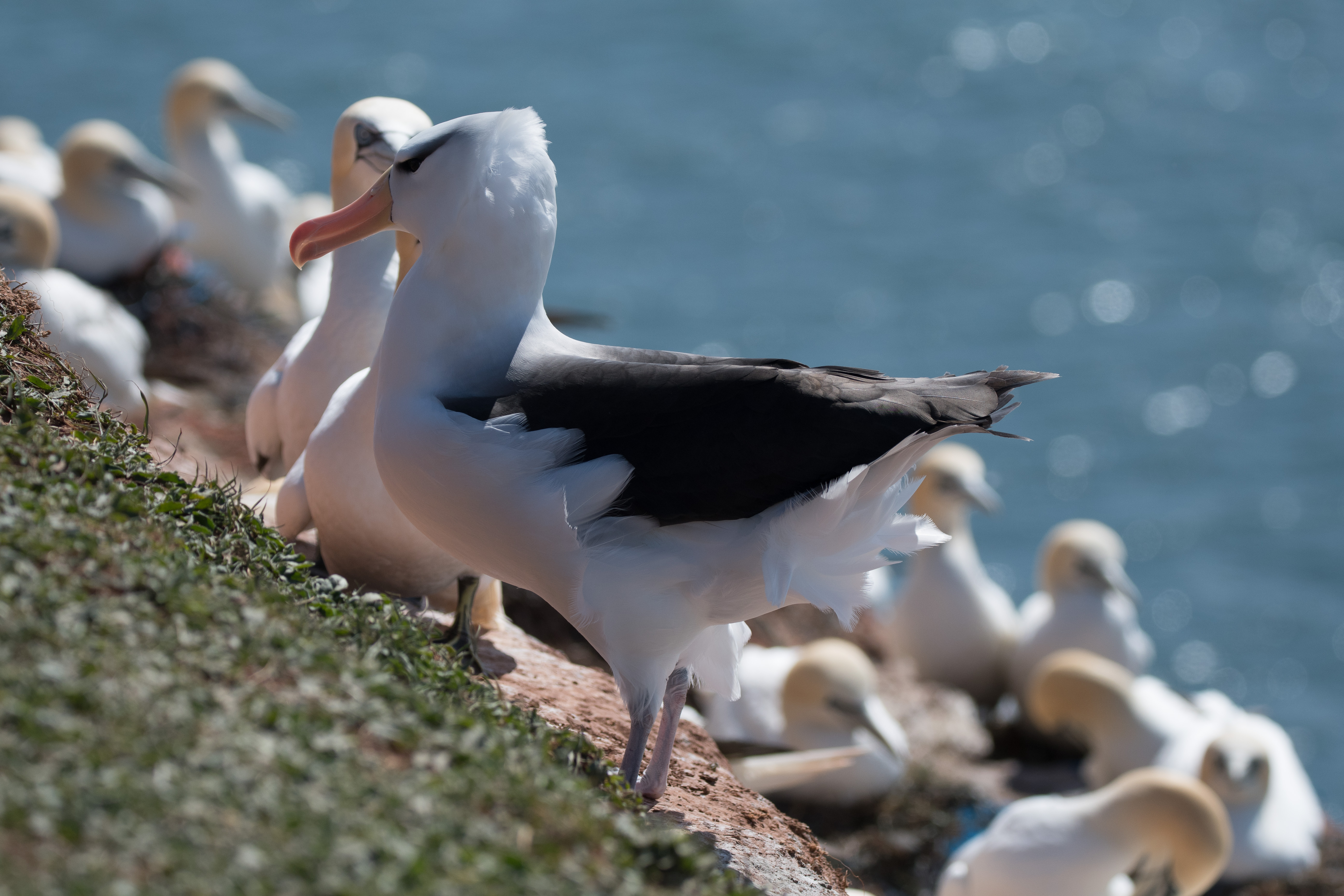
Albatroz-de-sobrancelha em Heligoland (abril de 2017)

Embora seja uma ocorrência rara, em várias ocasiões um albatroz-de-sobrancelha passou o verão em colônias de gannet (aves do gênero Morus e da família Sulidae) escocesas (em Bass Rock, Hermaness e agora Sula Sgeir) por vários anos. Ornitologistas acreditam que seja o mesmo pássaro, conhecido como Albert, que vive no norte da Escócia. Acredita-se que o pássaro foi desviado do curso para o Atlântico Norte em 1967.  Um incidente semelhante ocorreu na colônia de gannets na ilha de Mykines, nas Ilhas Faroé, onde um albatroz-de-sobrancelha viveu entre os gannets por mais de 30 anos. Este incidente é a razão pela qual um albatroz é referido como um "rei gannet" (feroês : súlukongur) em feroês. Em julho de 2013, o primeiro avistamento registrado de um albatroz-de-sobrancelha nas Bahamas foi feito a partir do navio de pesquisa da Organização de Pesquisa de Mamíferos Marinhos das Bahamas, próximo a Sandy Point, Abaco. Por quatro anos consecutivos a partir de 2014, um pássaro - provavelmente o mesmo indivíduo chamado Albert - foi avistado sobre Heligoland e na costa leste da Inglaterra.